# Paul Heidelbach
Paul Heidelbach (* 28. Februar 1870 in Düsseldorf; † 13. Februar 1954 in Kassel) war ein deutscher Schriftsteller, Stadtarchivar, Herausgeber und Bibliothekar. Bekannt wurde Paul Heidelbach als Kasseler Mundartdichter.

## Kindheit und Studium
Er wuchs nach dem frühen Tod seines Vaters Julius Heidelbach, einem Düsseldorfer Kunstmaler, bei seiner Tante in Kassel auf. Diese  betrieb in Kassel ein Handarbeitslädchen. 
Nach seinem Abitur am Friedrichsgymnasium in Kassel studierte er in Berlin und in Marburg Philosophie, Geschichte, Germanistik und Literaturwissenschaft, ohne jedoch einen Abschluss zu erlangen. Sein Ziel war es, freier Schriftsteller in Kassel mit lokalen Gedichten und Erzählungen in Zeitungen und Zeitschriften zu werden.

## Schriftstellerische Arbeiten
1900 veröffentlichte er das erste geschlossene Bändchen in Kasseler Mundart mit dem Titel: „Was mäh so hin un widder bassiert äs“. Dieses Werk machte ihn schlagartig in Kassel als Kasseler Mundartdichter bekannt. 1902 und 1907 gab er das „Hessische Jahrbuch“ heraus. 1906 übernahm er die Position des Schriftleiters für die „Zeitschrift für hessische Geschichte und Literatur“ („Hessenland“), der damals größten und bedeutendsten Heimatzeitschrift. Von 1908 bis 1921 schrieb er die „Sonntagsbetrachtungen“ in der Kasseler Post. 1908 erschienen das Werk „Uf Karle Klamberts Gebordsdag“ sowie sein historisches Werk „Geschichte der Wilhelmshöhe“. 1913 folgte der dritte Band seiner „Kasseläner Geschichten“ mit dem Titel „Allerhand Gauden“. Im gleichen Jahr erschien die Monographie „Deutsche Dichter und Künstler in Escheberg“ sowie ein Kasselführer zur 1000-Jahr-Feier: „Des Deutschen Vaterland“. 1914 erschien der Gedichtband „Im Schatten des Herkules“. 1920 veröffentlichte er in der Schriftenreihe „Stätten der Kultur“ den Band „Kassel“. 1920 wurde Paul Heidelbach als Bibliothekar an die Murhardsche Bibliothek in Kassel berufen. 1926 und 1931 erschienen zwei Festschriften über Kassel. 1931 gab Heidelbach Franz von Dingelstedts Buch „Die neuen Argonauten“ heraus.
1935 trat Paul Heidelbach in den Ruhestand und siedelte nach Grifte (heute Ortsteil von Edermünde) über. Nach dem Zweiten Weltkrieg begann er erneut zu  veröffentlichen. 1951 erschienen die „Hessischen Schwänke des 16. Jahrhunderts“ und 1953 das „Wörterbuch der Kasseler Mundart“. Zu einer Neuauflage seiner Werke „Kassel“ und „Geschichte der Wilhelmshöhe“ kam es nicht mehr, da er kurz vor seinem 84. Geburtstag verstarb. 
Der Verein Zissel in Kassel e. V. erinnert mit der Verleihung der Paul-Heidelbach-Medaille an den Heimatdichter und -forscher: Die Verleihung der Medaille für Verdienste um die Pflege der Mundart und Heimatgeschichte gilt seit 1984 als höchste Zissel-Ehrung.
Im Kasseler Stadtteil Niederzwehren erinnert die Paul-Heidelbach-Straße an den nordhessischen Mundartdichter.

## Werke
- Heidelbach, Paul: Burg Hanstein im Werratal. Sechs [großformatige] farbige Bilder nach der Natur (von Herbert Rothgaengel). (Mit einführendem Text von Paul Heidelbach). Verlagsbuchhandlung Fr. Zillessen (Heinrich Beeken), Berlin C 19, o. D. (um 1920)
- Heidelbach, Paul: Kassel. Ein Jahrtausend hessischer Stadtkultur. Hrsg. von Karl Kaltwasser. Kassel: Bärenreiter-Verlag 1957.
- Heidelbach, Paul: Die Geschichte der Wilhelmshöhe. Leipzig: Klinkhardt & Biermann 1909. Faksimile-Ausgabe: Dieter Carl (Hg.), Vellmar 2005.
- Heidelbach, Paul: Us d’r Juchend. Ne Uswahl Kasseläner Verzählungen vun Karle Klambert. Kassel: Friedrich Lometsch 1961.
- Grassow, August: Wörterbuch der Kasseler Mundart. Herausgegeben und erweitert von Paul Heidelbach. Kassel: Hessische Druck- u. Verl.-Anst. 1952